# ارنی چمبرز
ارنی چمبرز (انگلیسی: Ernie Chambers؛ زاده ۱۰ ژوئیهٔ ۱۹۳۷) یک سیاستمدار اهل ایالات متحده آمریکا است.